# Vertrag von Pilar
Der Vertrag von Pilar (spanisch: Tratado del Pilar) war ein Vertrag zwischen den argentinischen Provinzen Entre Ríos, Santa Fe (zusammen Föderale Liga) und dem unitarischen Buenos Aires, der als Grundlage für die föderalistische Organisation der Vereinigten Provinzen des Río de la Plata gilt. Er wurde am 23. Februar 1820 in der Stadt Pilar vom Gouverneur Estanislao López für Santa Fe, dem Caudillo Francisco Ramírez für Entre Ríos und dem Interimsgouverneur Manuel Sarratea für Buenos Aires unterzeichnet. Vorangegangen waren die erste Schlacht von Cepeda und die von den Föderalen anschließend gegen die Unitarier durchgesetzte Auflösung der Verfassung von 1819 sowie des Obersten Direktoriats, der bisherigen Zentralregierung. 
Durch den Vertrag wurden die von souveränen Provinzen geprägte nationale Einheit in Form eines Staatenbundes erzielt, die Feindseligkeiten zwischen den Provinzen beendet und die Streitkräfte der Provinzen aus Buenos Aires abgezogen. Der Vertrag beinhaltete außerdem eine Generalamnestie für politische Gefangene und die freie Schiffbarkeit des Río Paraná und des Río Uruguay. 60 Tage nach der Vertragsunterzeichnung fand eine Delegiertenversammlung in San Lorenzo (Provinz Santa Fe) statt, um über die zukünftige föderalistische Regierung zu entscheiden. Zu den Delegierten gehörte jedoch nicht José Gervasio Artigas, der die Föderale Liga, die all dies erreichte, initiiert hatte, aber aufgrund der Besetzung seiner Provincia Oriental, dem heutigen Uruguay, durch Brasilien nicht daran teilhaben konnte. 
Dem Vertrag von Pilar folgten der Vertrag von Benegas und zwei Jahre später der Vier-Seiten-Vertrag (Vertragsparteien von Pilar und die Provinz Corrientes). Die Verfassung Argentiniens von 1853 löste diese und andere Verträge erst über 30 Jahre später ab.  